# Volta a Cataluña 1951
La Volta a Cataluña 1951 fue la 31.ª edición de la Volta a Cataluña. Se disputó en 12 etapas del 13 al 23 de septiembre de 1951 con un total de 1.621 km. El vencedor final fue el italiano Primo Volpi.

## Recorrido
El recorrido de esta edición se amplía en tres etapas más, hasta llegar a doce etapas, dos de ellas en el mismo día. No se diputa ninguna contrarreloj. Se establecen bonificaciones de un minuto para el vencedor de etapa, 40 segundos para el segundo y 20 para el tercero. También hay bonificaciones en el Gran Premio de la montaña: 40, 20 y 10 segundos para el primer, segundo y tercero respectivamente. Además, por primera vez en la historia la carrera no sale desde Barcelona, sino que lo hizo desde las cavas Canals i Nobiola de San Esteban de Sasroviras.
La carrera quedó velada por la muerte del ciclista Emilio Martí, al chocar contra una furgoneta, y del periodista de El Mundo Deportivo Ramón Torres en sufrir un accidente la motocicleta en la que seguía la carrera.

## Etapas
| Etapa | Fecha            | Ciudades de etapa                      | km    | Vencedor de la etapa | Líder de la general |
| ----- | ---------------- | -------------------------------------- | ----- | -------------------- | ------------------- |
| 1º    | 13 de septiembre | San Esteban de Sasroviras - Granollers | 132,0 | Primo Volpi          | Primo Volpi         |
| 2º    | 14 de septiembre | Granollers - Figueras                  | 135,0 | Miguel Poblet        | Primo Volpi         |
| 3º    | 15 de septiembre | Figueras - Barcelona                   | 140,0 | José Mateo           | Primo Volpi         |
| 4º    | 16 de septiembre | Montjuic - Montjuic                    | 46,0  | Bernardo Capó        | Primo Volpi         |
| 5º    | 16 de septiembre | Barcelona - Reus                       | 109,0 | Mariano Corrales     | Primo Volpi         |
| 6º    | 17 de septiembre | Reus - Tortosa                         | 85,0  | Luis Navarro         | Primo Volpi         |
| 7º    | 18 de septiembre | Tortosa - Amposta                      | 131,0 | Jesús Loroño         | Primo Volpi         |
| 8º    | 19 de septiembre | Amposta - Valls                        | 105,0 | Sergio Celebrowski   | Primo Volpi         |
| 9º    | 20 de septiembre | Valls - Las Escaldas-Engordany         | 218,0 | Manuel Rodríguez     | Primo Volpi         |
| 10º   | 21 de septiembre | Las Escaldas-Engordany - Lérida        | 136,0 | José Escolano        | Primo Volpi         |
| 11º   | 22 de septiembre | Lérida - Villanueva y Geltrú           | 262,0 | Bernardo Ruiz        | Primo Volpi         |
| 12º   | 23 de septiembre | Villanueva y Geltrú - Barcelona        | 122,0 | Miguel Poblet        | Primo Volpi         |

### 1ª etapa[3]
13-09-1951: Sant Esteve Sesrovires - Granollers. 132,0 km
|   | Ciclista          | Equipo           | Tiempo     |
| - | ----------------- | ---------------- | ---------- |
| 1 | Primo Volpi       | Berkel           | 3h 21' 15" |
| 2 | José Vidal Porcar | FC Barcelona     | + 01' 17"  |
| 3 | Salvador Jarque   | A.V. Hostafrancs | + 01' 19"  |

|   | Ciclista          | Equipo           | Tiempo     |
| - | ----------------- | ---------------- | ---------- |
| 1 | Primo Volpi       | Berkel           | 3h 21' 15" |
| 2 | José Vidal Porcar | FC Barcelona     | + 01' 17"  |
| 3 | Salvador Jarque   | A.V. Hostafrancs | + 01' 19"  |

### 2ª etapa[4]
14-09-1951:  Granollers - Figueras. 135,0 km
|   | Ciclista        | Equipo                     | Tiempo     |
| - | --------------- | -------------------------- | ---------- |
| 1 | Miguel Poblet   | CC Chalis-Canals & Nubiola | 4h 06' 47" |
| 2 | Luciano Frosini | Berkel                     | m. t.      |
| 3 | Juan Bibiloni   | C.C. Son Cot               | m. t.      |

|   | Ciclista          | Equip            | Temps      |
| - | ----------------- | ---------------- | ---------- |
| 1 | Primo Volpi       | Berkel           | 7h 27' 02" |
| 2 | José Vidal Porcar | FC Barcelona     | + 01' 37"  |
| 3 | Salvador Jarque   | A.V. Hostafrancs | + 01' 59"  |

### 3ª etapa[5]
15-09-1951: Figueras - Barcelona. 140,0 km
|   | Corredor      | Equipo                     | Tiempo     |
| - | ------------- | -------------------------- | ---------- |
| 1 | José Mateo    | RCD Espanyol               | 4h 01' 37" |
| 2 | Miguel Poblet | CC Chalis-Canals & Nubiola | + 01' 00"  |
| 3 | Andrés Trobat | RCD Espanyol               | m. t.      |

|   | Ciclista          | Equipo           | Tiempo      |
| - | ----------------- | ---------------- | ----------- |
| 1 | Primo Volpi       | Berkel           | 11h 29' 39" |
| 2 | José Vidal Porcar | FC Barcelona     | + 01' 37"   |
| 3 | Salvador Jarque   | A.V. Hostafrancs | + 02' 10"   |

### 4ª etapa[6]
15-09-1951: Barcelona - Barcelona. 46,0 km
|   | Corredor      | Equipo        | Tiempo     |
| - | ------------- | ------------- | ---------- |
| 1 | Bernardo Capó |               | 1h 12' 21" |
| 2 | Miguel Chacón | U.C. Sabadell | + 04"      |
| 3 | Andrés Trobat | RCD Espanyol  | + 05"      |

|   | Ciclista          | Equipo           | Tiempo      |
| - | ----------------- | ---------------- | ----------- |
| 1 | Primo Volpi       | Berkel           | 12h 42' 05" |
| 2 | José Vidal Porcar | FC Barcelona     | + 01' 37"   |
| 3 | Salvador Jarque   | A.V. Hostafrancs | + 02' 10"   |

### 5ª etapa
15-09-1951: Barcelona - Reus. 109,0 km
|   | Ciclista         | Equipo       | Tiempo     |
| - | ---------------- | ------------ | ---------- |
| 1 | Mariano Corrales | PC Nicky's   | 2h 47' 40" |
| 2 | Francisco Masip  | FC Barcelona | + 01"      |
| 3 | José Serra       | FC Barcelona | + 06"      |

|   | Ciclista        | Equipo           | Tiempo      |
| - | --------------- | ---------------- | ----------- |
| 1 | Primo Volpi     | Berkel           | 15h 29' 53" |
| 2 | Salvador Jarque | A.V. Hostafrancs | + 02' 32"   |
| 3 | Francisco Masip | FC Barcelona     | + 03' 56"   |

### 6ª etapa
17-09-1951:  Reus - Tortosa. 85,0 km
|   | Ciclista      | Equipo                     | Tiempo     |
| - | ------------- | -------------------------- | ---------- |
| 1 | Luis Navarro  | Canals & Nubiola           | 2h 24' 55" |
| 2 | Miguel Poblet | CC Chalis-Canals & Nubiola | + 04' 05"  |
| 3 | Pedro Sant    | PC Nicky's                 | m. t.      |

|   | Ciclista        | Equipo           | Tiempo      |
| - | --------------- | ---------------- | ----------- |
| 1 | Primo Volpi     | Berkel           | 17h 58' 53" |
| 2 | Salvador Jarque | A.V. Hostafrancs | + 02' 32"   |
| 3 | Francisco Masip | FC Barcelona     | + 03' 56"   |

### 7ª etapa[7]
18-09-1951: Tortosa - Amposta. 131,0 km
|   | Corredor        | Equipo                     | Tiempo     |
| - | --------------- | -------------------------- | ---------- |
| 1 | Jesús Loroño    |                            | 3h 20' 30" |
| 2 | Miguel Poblet   | CC Chalis-Canals & Nubiola | + 01' 02"  |
| 2 | Luciano Frosini | Berkel                     | m. t.      |

|   | Ciclista        | Equipo           | Tiempo      |
| - | --------------- | ---------------- | ----------- |
| 1 | Primo Volpi     | Berkel           | 21h 20' 25" |
| 2 | Salvador Jarque | A.V. Hostafrancs | + 02' 32"   |
| 3 | Francisco Masip | FC Barcelona     | + 03' 56"   |

### 8ª etapa[8]
19-09-1951: Amposta - Valls. 105,0 km
|   | Corredor           | Equipo        | Tiempo     |
| - | ------------------ | ------------- | ---------- |
| 1 | Sergio Celebrowski | U.C. Terrassa | 2h 50' 18" |
| 2 | Jesús Loroño       |               | + 01"      |
| 3 | Andrés Trobat      | RCD Espanyol  | + 03"      |

|   | Ciclista        | Equipo       | Tiempo      |
| - | --------------- | ------------ | ----------- |
| 1 | Primo Volpi     | Berkel       | 24h 12' 41" |
| 2 | Jesús Loroño    |              | + 02' 14"   |
| 3 | Francisco Masip | FC Barcelona | + 03' 36"   |

### 9ª etapa[9]
20-09-1951: Valls - Escaldes-Engordany. 218,0 km
|   | Ciclista         | Equipo           | Tiempo     |           |
| - | ---------------- | ---------------- | ---------- | --------- |
| 1 | Manuel Rodríguez | RCD Espanyol     | 6h 54' 45" |           |
| 2 | Bernardo Ruiz    | Canals & Nubiola | + 40"      |           |
| 3 | José Serra       | FC Barcelona     | m. t.      | + 04' 55" |

|   | Ciclista         | Equipo       | Tiempo      |
| - | ---------------- | ------------ | ----------- |
| 1 | Primo Volpi      | Berkel       | 31h 08' 06" |
| 2 | Manuel Rodríguez | RCD Espanyol | + 02' 47"   |
| 3 | Francisco Masip  | FC Barcelona | + 03' 36"   |

### 10.ª etapa[10]
21-09-1951: Escaldes-Engordany - Lérida. 136,0 km
|   | Ciclista      | Equipo     | Tiempo     |
| - | ------------- | ---------- | ---------- |
| 1 | José Escolano | PC Nicky's | 3h 45' 17" |
| 2 | Pedro Sant    | PC Nicky's | + 09"      |
| 3 | Primo Volpi   | Berkel     | m. t.      |

|   | Ciclista         | Equipo       | Tiempo      |
| - | ---------------- | ------------ | ----------- |
| 1 | Primo Volpi      | Berkel       | 34h 53' 12" |
| 2 | Manuel Rodríguez | RCD Espanyol | + 03' 07"   |
| 3 | Francisco Masip  | FC Barcelona | + 03' 56"   |

### 11.ª etapa[11]
22-09-1951: Lérida - Villanueva y Geltrú. 262,0 km=
|   | Ciclista      | Equipo           | Tiempo     |
| - | ------------- | ---------------- | ---------- |
| 1 | Bernardo Ruiz | Canals & Nubiola | 8h 32' 41" |
| 2 | Jaime Montaña | FC Barcelona     | m. t.      |
| 3 | Pedro Sant    | PC Nicky's       | + 03' 34"  |

|   | Ciclista         | Equipo       | Tiempo     |
| - | ---------------- | ------------ | ---------- |
| 1 | Primo Volpi      | Berkel       | 43h 29' 7" |
| 2 | Manuel Rodríguez | RCD Espanyol | + 02' 57"  |
| 3 | Francisco Masip  | FC Barcelona | + 03' 36"  |

### 12.ª etapa[12]
23-09-1951: Villanueva y Geltrú - Barcelona. 122,0 km
|   | Ciclista        | Equipo                     | Tiempo     |   |
| - | --------------- | -------------------------- | ---------- | - |
| 1 | Miguel Poblet   | CC Chalis-Canals & Nubiola | 3h 35' 55" |   |
| 2 | Primo Volpi     | Berkel                     | + 08' 29"  |   |
| 3 | Francisco Masip | FC Barcelona               | + 01"      | - |

|   | Ciclista         | Equipo       | Tiempo      |
| - | ---------------- | ------------ | ----------- |
| 1 | Primo Volpi      | Berkel       | 47h 12' 43" |
| 2 | Francisco Masip  | FC Barcelona | + 03' 17"   |
| 3 | Manuel Rodríguez | RCD Espanyol | + 03' 38"   |

## Clasificación General
|    | Ciclista         | Equipo       | Tiempo      |
| -- | ---------------- | ------------ | ----------- |
|    | Primo Volpi      | Berkel       | 47h 12' 57" |
| 2  | Francisco Masip  | FC Barcelona | + 3' 17"    |
| 3  | Manuel Rodríguez | RCD Espanyol | + 3' 38"    |
| 4  | José Serra       | FC Barcelona | + 5' 23"    |
| 5  | Pedro Sant       | PC Nickys    | + 6' 30"    |
| 6  | Jesús Loroño     |              | + 6' 50"    |
| 7  | Andrés Trobat    | RCD Espanyol | + 8' 09"    |
| 8  | José Vidal       | FC Barcelona | + 9' 43"    |
| 9  | Pietro Giudici   | Berkel       | + 11' 13"   |
| 10 | Joaquín Filba    | FC Barcelona | + 14' 41"   |

## Clasificaciones secundarias
|   | Ciclista         | Equipo                     | Puntos |
| - | ---------------- | -------------------------- | ------ |
| 1 | Francisco Masip  | FC Barcelona               | 24     |
| 2 | Manuel Rodríguez | RCD Espanyol               | 16     |
| 3 | Miguel Poblet    | CC Chalis-Canals & Nubiola | 14     |

|   | Equipo       | Puntos |
| - | ------------ | ------ |
| 1 | FC Barcelona |        |
| 2 | RCD Espanyol |        |